# Protestantse Kerk (Zandvoort)

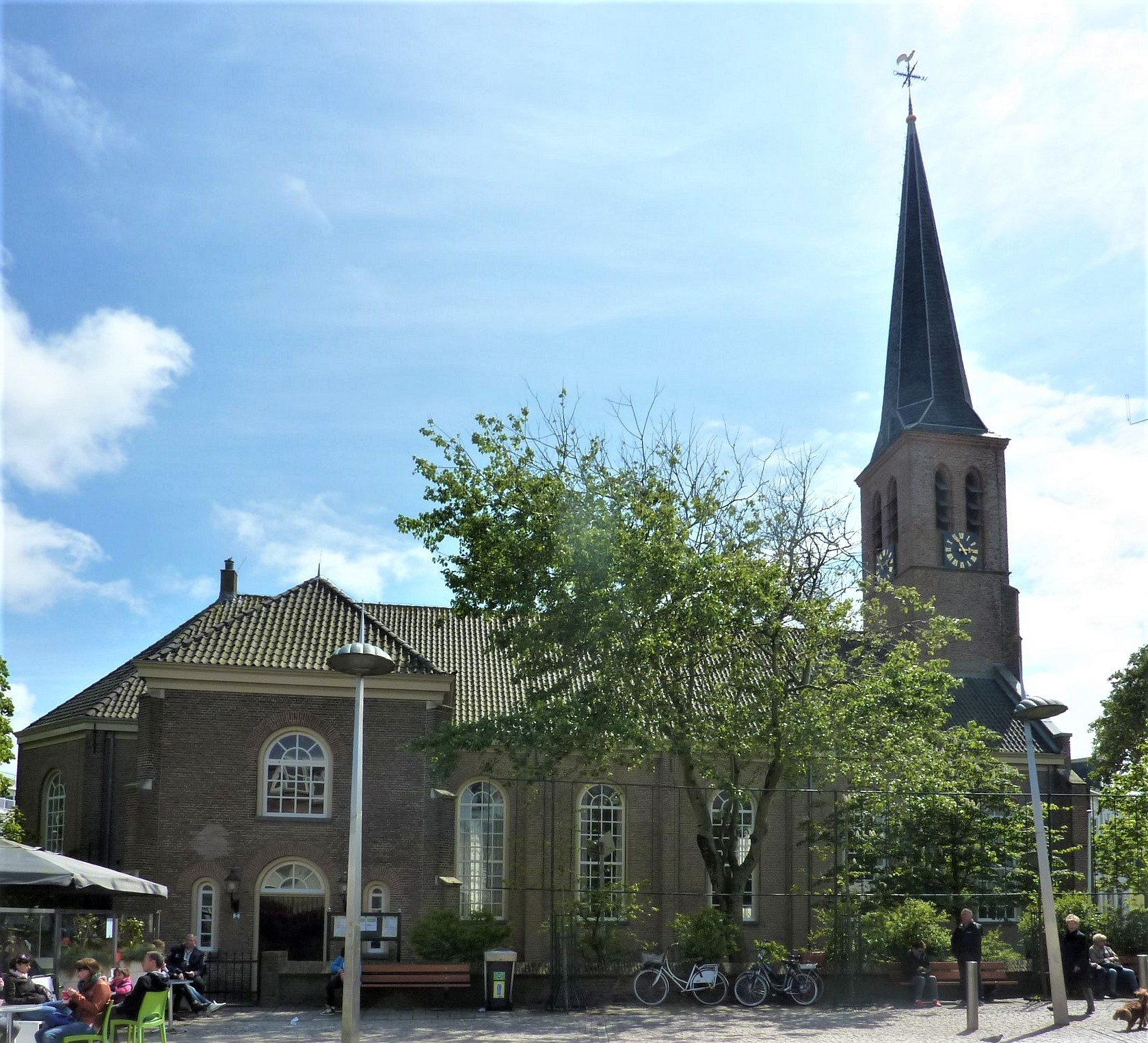
Die Protestantse Kerk zu Zandvoort

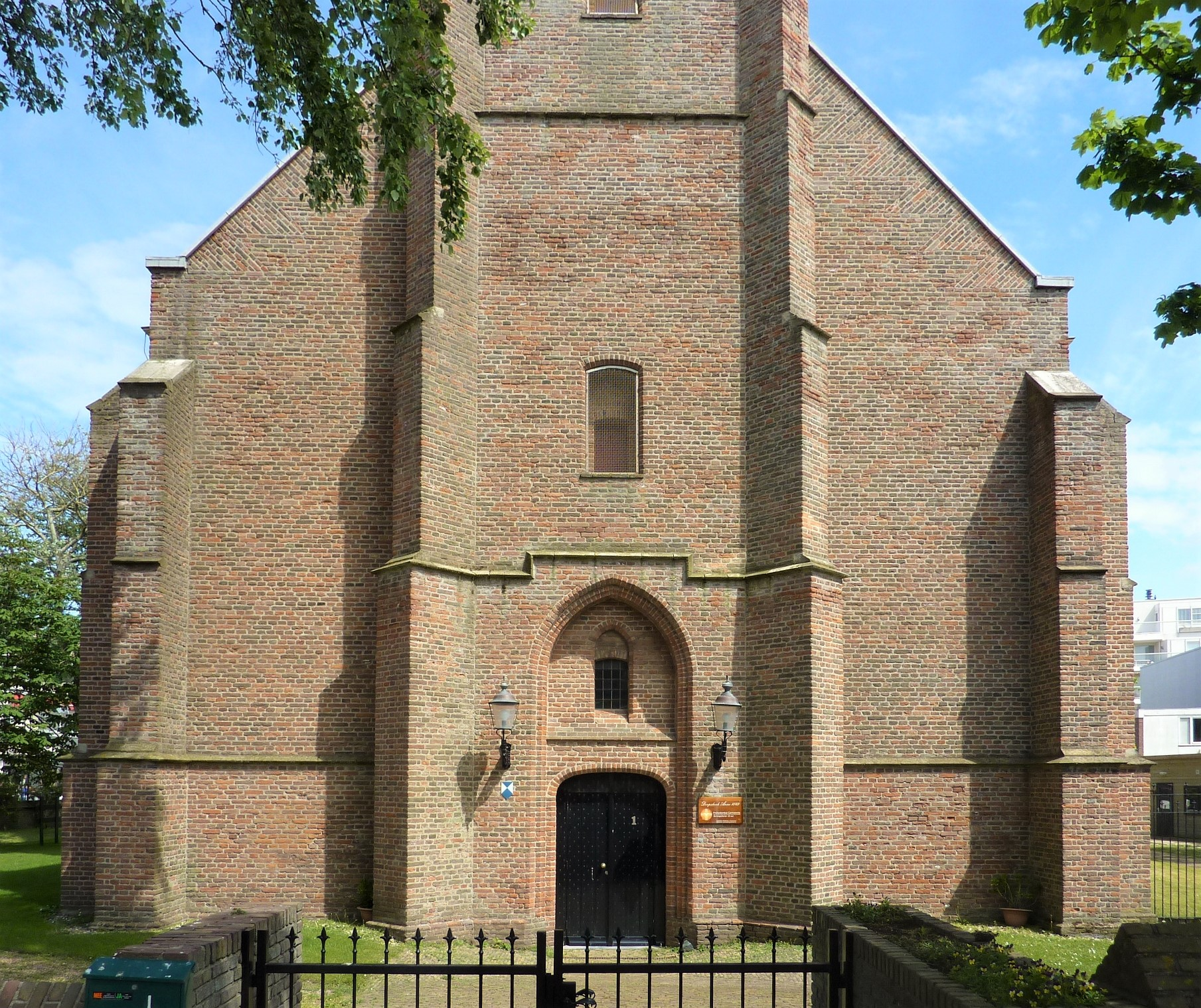
Spätgotischer Westbau der Kirche

Die Protestantse Kerk ist ein Kirchengebäude der Protestantischen Kirche in den Niederlanden in Zandvoort (Provinz Nordholland). Die Kirche ist Rijksmonument unter der Nummer 401939.

## Geschichte
Ältester Teil der bis zur Einführung der Reformation 1586 den heiligen Agatha und Adrianus geweihten Kirche ist der spätgotische Westturm aus dem 15. Jahrhundert. Im Turm befindet sich eine 1493 von Geert van Wou gegossene Glocke. Zwischen 1604 und 1609 wurden den vier gotischen Turmgeschossen ein weiteres Geschoss mit Uhrwerk und eine neue Haube aufgesetzt. 1848/49 entstand das heutige Kirchenschiff, die Querhausflügel wurden 1890 hinzugefügt.